# Октябрський (Зональний район)
Октя́брський (рос. Октябрьский) — селище у складі Зонального району Алтайського краю, Росія. Адміністративний центр та єдиний населений пункт Октябрської сільської ради.
Стара назва — Степний.

## Населення
Населення — 1149 осіб (2010; 1102 у 2002).
Національний склад (станом на 2002 рік):
- росіяни — 90 %